# Veyras (Ardèche)
Veyras é uma comuna francesa na região administrativa de Auvérnia-Ródano-Alpes, no departamento de Ardèche. Estende-se por uma área de 7,76 km². Em 2010 a comuna tinha 1 568 habitantes (densidade: 202,1 hab./km²).